# Засіглянка
Засіглянка (словац. Zásihlianka) — річка в Словаччині; притока Клинянки. Протікає в окрузі Наместово.
Довжина — 11 км. Витікає в масиві Оравські Бескиди — в частині Ошуст — на висоті 925 метрів. Протікає селами Закаменне і Новоть.
Впадає в Клинянку біля села Крушетніца на висоті 679 метрів.